# Kundeshwar
Kundeshwar är en ort i Indien.   Den ligger i distriktet Tīkamgarh och delstaten Madhya Pradesh, i den centrala delen av landet, 500 km söder om huvudstaden New Delhi. Kundeshwar ligger 346 meter över havet och antalet invånare är 2 500.
Terrängen runt Kundeshwar är mycket platt. Runt Kundeshwar är det ganska tätbefolkat, med 230 invånare per kvadratkilometer. Närmaste större samhälle är Tikamgarh, 6,0 km nordost om Kundeshwar. Trakten runt Kundeshwar består till största delen av jordbruksmark.